# Pigfranska
Pigfranska är en halvofficiell benämning på franska lånord och uttryck på svenska som genom tjänstefolk i högreståndsmiljöer har spridits till det folkliga vardagsspråket och dialekterna. Dessa brukar karakteriseras av de franska orden har fått förändrad betydelse och säregna ljudutvecklingar och ibland folketymologiska omdaningar. Ofta är även uttrycken föråldrade i riksspråket, men har bevarats i dialekterna.

## Historia
Det har antagits att lånorden först har upptagits i herrgårds- och högreståndskulturen under 1600- och 1700-talet när fransk kultur och franskt språk bar på hög prestige i Europa. Dessa ord och uttryck snappades upp av tjänstefolket i dessa miljöer som sedan spred dem till lägre samhällsklasser. Det har även påpekats att det franska idealet kan ha stått högt i kurs hos bland annat landshövdingar, regementschefer, läkare och präster, som var stationerade ute i landet, och vilket kan ha möjliggjort spridningen av de franska uttrycken till folkmålen på landet. Hemvändande soldater kan också ha varit spridare av lånord till dialekterna.

## Exempel
Vissa ”pigfranska” uttryck har upptagits i standardspråket, däribland pö om pö (av franska peu à peu), (på) momangen (< franska moment ’stund’), schangtil (< gentil) och schangdobel, en folklig omdaning av gentil och nobel utan fransk förlaga.
I dialekterna finns åtskilliga fler exempel: det franska ordet estimer ’uppskatta’ har stor spridning i former som eksmera, ekstimera, esmera, m.fl. i betydelsen ’tycka om’, men även ’bry sig om’. Ordet har ofta använts i nekande satser, t.ex. i ett exempel från Hälsingland: hon eksmerer ent mäg nå nu för tin ent ’hon bryr sig inte om mig något (vidare) nu för tiden inte’.
Franska inquiet ’orolig’ har i dialekterna former som inkiett, hinkiet, intiätter, ätikätt m.fl. och har utöver grundbetydelsen ’orolig, ängslig, nervös’ även fått betydelsen ’ivrig, intresserad, enträgen’.
Ordet bagage har i dialekterna former som pagas, pargas m.fl. och har utöver den riksspråkliga betydelsen ’resgods’ även fått den nedsättande betydelsen ’pack, slödder’.
Franska passage ’genomgång’ har fått former som paschas, paschasa och betydelsen ’berättelse, anekdot’, som i Gustaf Frödings Räggler och paschaser.